# Anopheles dirus
Anopheles dirus este o specie de țânțari din genul Anopheles, descrisă de EL Peyton și Harrison în anul 1979.
Este endemică în Thailand. Conform Catalogue of Life specia Anopheles dirus nu are subspecii cunoscute.